# Luis Bolaños
Luis Alberto "Chucho" Bolaños León (ur. 27 marca 1985 w Quito) – ekwadorski piłkarz występujący na pozycji skrzydłowego, obecnie zawodnik LDU Quito.

## Kariera klubowa
Bolaños pochodzi ze stołecznego miasta Quito i jest wychowankiem tamtejszego klubu LDU Quito, w którego zespołach juniorskich zaczął trenować jako dwunastolatek. Do seniorskiej drużyny został włączony w wieku dziewiętnastu lat i w ekwadorskiej Serie A zadebiutował w 2004 roku. Nie mogąc wywalczyć sobie miejsca w pierwszym składzie, odszedł na dwuletnie wypożyczenie do drugoligowego Deportivo Macará. Tam od razu stał się podstawowym piłkarzem ekipy i już kilka miesięcy później, po jesiennym sezonie Clausura 2005, awansował z ekipą do najwyższej klasy rozgrywkowej. Premierowego gola w pierwszej lidze zdobył właśnie w barwach Macary, 1 lutego 2006 w wygranym 2:1 spotkaniu z Barceloną SC i niebawem wyrobił sobie dobrą markę w lidze ekwadorskiej. Po powrocie do LDU natychmiast otrzymał zagwarantowane miejsce w wyjściowej jedenastce; w rozgrywkach 2007 zdobył pierwsze w karierze mistrzostwo Ekwadoru, pełniąc rolę kluczowego zawodnika zespołu.
W 2008 roku Bolaños odniósł z LDU największy sukces podczas swojej gry w piłkę, triumfując w najbardziej prestiżowych rozgrywkach południowoamerykańskiego kontynentu – Copa Libertadores. W drugim spotkaniu dwumeczu finałowego z brazylijskim Fluminense FC wpisał się na listę strzelców, otwierając wynik przegranego 1:3 meczu, a jego klub triumfował ostatecznie po serii rzutów karnych. W tym samym sezonie wywalczył tytuł wicemistrza Ekwadoru, zanotował także udany występ na Klubowych Mistrzostwach Świata, gdzie zespół prowadzony przez Edgardo Bauzę dotarł do finału, przegrywając w nim 0:1 z Manchesterem United. W styczniu 2009 jego świetna forma zaowocowała transferem do jednego z najpopularniejszych klubów w Brazylii, Santos FC. Tam spędził tylko niecałe pół roku w roli rezerwowego, dochodząc do finału ligi stanowej Campeonato Paulista i zdecydował się rozwiązać kontrakt z zespołem.
Latem 2009 Bolaños odszedł do innego brazylijskiego klubu, SC Internacional z miasta Porto Alegre, w którego barwach zadebiutował w Campeonato Brasileiro Série A; 21 czerwca w przegranym 0:4 meczu z CR Flamengo. Premierowe gole w lidze strzelił siedem dni później w wygranej 3:0 konfrontacji z Coritibą, kiedy to trzykrotnie wpisał się na listę strzelców. Mimo udanego początku także w Internacionalu pozostawał przeważnie rezerwowym, a na koniec sezonu zdobył z nim wicemistrzostwo Brazylii. W styczniu 2010 powrócił do ojczyzny, na zasadzie rocznego wypożyczenia zasilając drużynę Barcelona SC z miasta Guayaquil, gdzie mimo regularnej gry nie odniósł żadnego drużynowego sukcesu. Na początku 2011 roku na zasadzie wolnego transferu powrócił do swojego macierzystego LDU Quito, z którym jeszcze w tym samym roku dotarł do finału rozgrywek Copa Sudamericana, w którym jego zespół uległ jednak Universidadowi de Chile.
W lipcu 2012 Bolaños został wypożyczony do meksykańskiej ekipy Club Atlas z siedzibą w mieście Guadalajara. W tamtejszej Liga MX zadebiutował 21 lipca 2012 w zremisowanym 1:1 pojedynku z Pumas UNAM, a ogółem barwy Atlasu reprezentował bez większych osiągnięć przez pół roku, pełniąc głównie rolę rezerwowego. Na początku 2013 roku, również na zasadzie półrocznego wypożyczenia, przeniósł się do walczącego o utrzymanie w najwyższej klasie rozgrywkowej argentyńskiego klubu San Martín San Juan. W nowym zespole zadebiutował 4 marca 2013 w przegranym 0:3 ligowym spotkaniu z Vélezem Sársfield, a na koniec rozgrywek 2012/2013 spadł ze swoją drużyną do drugiej ligi argentyńskiej.
| Sezon     | Klub                   | Kraj      | Rozgrywki        | Mecze | Bramki |
| --------- | ---------------------- | --------- | ---------------- | ----- | ------ |
| 2004      | LDU Quito              | Ekwador   | Serie A          | 3     | 0      |
| 2005      | Deportivo Macará       | Ekwador   | Serie B          | 10    | 4      |
| 2006      | Deportivo Macará       | Ekwador   | Serie A          | 35    | 4      |
| 2007      | LDU Quito              | Ekwador   | Serie A          | 45    | 8      |
| 2008      | LDU Quito              | Ekwador   | Serie A          | 30    | 4      |
| 2009      | Santos FC              | Brazylia  | Série A          | 0     | 0      |
| 2009      | SC Internacional       | Brazylia  | Série A          | 10    | 3      |
| 2010      | Barcelona SC           | Ekwador   | Serie A          | 34    | 7      |
| 2011      | LDU Quito              | Ekwador   | Serie A          | 28    | 8      |
| 2012      | LDU Quito              | Ekwador   | Serie A          | 11    | 1      |
| 2012/2013 | Club Atlas             | Meksyk    | Liga MX          | 10    | 0      |
| 2012/2013 | San Martín de San Juan | Argentyna | Primera División | 12    | 0      |
| 2013      | LDU Quito              | Ekwador   | Serie A          |       |        |

## Kariera reprezentacyjna
W 2001 roku Bolaños został powołany przez szkoleniowca Ricardo Armendáriza do reprezentacji Ekwadoru U-17 na Młodzieżowe Mistrzostwa Ameryki Południowej. Tam jego drużyna zanotowała bilans zwycięstwa, remisu i dwóch porażek, zajmując ostatnie miejsce w pierwszej rundzie i nie kwalifikując się na Mistrzostwa Świata U-17 w Trynidadzie i Tobago. Dwa lata później znalazł się w składzie reprezentacji Ekwadoru U-20 na kolejne Młodzieżowe Mistrzostwa Ameryki Południowej. Na urugwajskich boiskach pełnił rolę jednego z ważniejszych graczy swojej kadry, rozgrywając pięć z ośmiu spotkań i zdobywając bramkę z rzutu karnego w spotkaniu z Paragwajem (2:3), natomiast Ekwadorczycy zdołali awansować do rundy finałowej, lecz uplasowali się w niej na ostatniej pozycji i nie zdołali awansować na Mistrzostwa Świata U-20 w Zjednoczonych Emiratach Arabskich. W 2005 roku, reprezentując barwy tej samej kategorii wiekowej, wziął udział w swoich trzecich Młodzieżowych Mistrzostwach Ameryki Południowej, gdzie miał niepodważalne miejsce w wyjściowym składzie i wystąpił we wszystkich czterech meczach od pierwszej minuty, a jego zespół przegrał swój komplet spotkań i odpadł z kontynentalnego turnieju w pierwszej rundzie, przez co nie dostał się na Mistrzostwa Świata U-20 w Holandii.
W seniorskiej reprezentacji Ekwadoru Bolaños zadebiutował za kadencji kolumbijskiego selekcjonera Luisa Fernando Suáreza, 3 czerwca 2007 w przegranym 1:2 meczu towarzyskim z Peru. Wystąpił w pięciu spotkaniach wchodzących w skład eliminacji do Mistrzostw Świata 2010, jednak jego drużyna nie zdołała ostatecznie zakwalifikować się na mundial.